# علي عباسوف
علي عباسوف محمد أوغلو (مواليد سنة 1953) (بالأذرية: Əli Abbasov Məmməd oğlu) هو أكاديمي وسياسي أذربيجاني، شغل منصب وزير النقل والاتصالات والتقنيات العالية في جمهورية أذربيجان بين عامي 2004 و 2015.

## مسيرته
ولد عباسوف سنة 1953 في مدينة ناخيتشيفان بجمهورية أذربيجان.
في عام 1976، تخرج من قسم "Automatics and Telemechanics" في معهد هندسة الطاقة في موسكو، وواصل تعليمه العالي في الأكاديمية الأوكرانية للعلوم.
في عام 1981، ناقش أطروحته في مجال الإلكترونيات الدقيقة وحصل على درجة الدكتوراه.
في عام 1994، دافع عن أطروحته المُعًنونة «معالجة المعلومات وإدارة الأنظمة» وحصل على درجة الدكتوراه في العلوم التقنية.
عباسوف هو عضو في الأكاديمية الوطنية الأذربيجانية للعلوم منذ عام 2001.